# Classement mondial UCI 2023
Navigation
Édition précédente Édition suivante
Le Classement mondial UCI 2023 est la huitième édition du Classement mondial UCI. Ce classement est utilisé par l'Union cycliste internationale depuis le 10 janvier 2016, pour classer les coureurs cyclistes sur route masculins. Il tient compte des résultats des 52 dernières semaines selon un barème précis. Un classement par pays et par équipes sont également calculés.

## Règlement
Les classements sont mis à jour chaque mardi à 2 heures CET et comprennent les résultats enregistrés jusqu'à cet horaire. À noter que le classement ne prend en compte qu'un championnat du monde et continental. Si un de ces championnats est organisé avant ou après les 52 semaines suivant la précédente édition, seule l'édition la plus récente est prise en compte. Dans le cas où un championnat n'est pas organisé durant une saison, alors les points sont valables 52 semaines.

## Évolution
Le Slovène Tadej Pogačar occupe la tête du classement mondial depuis le 28 septembre 2021. La Belgique est à la première place du classement par pays depuis le 26 avril 2022.
| # | Coureur       | Début      | Fin        | Semaine(s) |
| - | ------------- | ---------- | ---------- | ---------- |
| 1 | Tadej Pogačar | 25/10/2022 | 17/10/2023 | 52         |

| # | Pays     | Début      | Fin        | Semaine(s) |
| - | -------- | ---------- | ---------- | ---------- |
| 1 | Belgique | 25/10/2022 | 17/10/2023 | 52         |

## Classements 2023
L'UCI considère que les classements pour l'année 2023 commencent au 25 octobre 2022. Le classement UCI par équipes est le seul qui n'est pas roulant sur 52 semaines : seuls les points acquis depuis le 1er janvier 2023 sont comptabilisés.
| Classement UCI (individuel) au 18 octobre 2023 | Classement UCI (individuel) au 18 octobre 2023 | Classement UCI (individuel) au 18 octobre 2023 | Classement UCI (individuel) au 18 octobre 2023 | Classement UCI (individuel) au 18 octobre 2023 | Classement UCI (individuel) au 18 octobre 2023 | Classement UCI (individuel) au 18 octobre 2023 |
| #                                              | Coureur                                        | Pays                                           | Équipe                                         | Points                                         | Précédent                                      | Évolution                                      |
| ---------------------------------------------- | ---------------------------------------------- | ---------------------------------------------- | ---------------------------------------------- | ---------------------------------------------- | ---------------------------------------------- | ---------------------------------------------- |
| 1                                              | Tadej Pogačar                                  | Slovénie                                       | UAE Team Emirates                              | 7695,86                                        | 1                                              | en stagnation                                  |
| 2                                              | Jonas Vingegaard                               | Danemark                                       | Jumbo-Visma                                    | 6304,07                                        | 2                                              | en stagnation                                  |
| 3                                              | Remco Evenepoel                                | Belgique                                       | Soudal Quick-Stepl                             | 5631,71                                        | 4                                              | en augmentation                                |
| 4                                              | Primož Roglič                                  | Slovénie                                       | Jumbo-Visma                                    | 5603,36                                        | 3                                              | en diminution                                  |
| 5                                              | Wout van Aert                                  | Belgique                                       | Jumbo-Visma                                    | 4762                                           | 5                                              | en stagnation                                  |
| 6                                              | Mads Pedersen                                  | Danemark                                       | Lidl-Trek                                      | 4606,14                                        | 6                                              | en stagnation                                  |
| 7                                              | Mathieu van der Poel                           | Pays-Bas                                       | Alpecin-Deceuninck                             | 4163                                           | 7                                              | en stagnation                                  |
| 8                                              | Adam Yates                                     | Royaume-Uni                                    | UAE Team Emirates                              | 4007,86                                        | 8                                              | en stagnation                                  |
| 9                                              | Jasper Philipsen                               | Belgique                                       | Alpecin-Deceuninck                             | 3913                                           | 9                                              | en stagnation                                  |
| 10                                             | João Almeida                                   | Portugal                                       | UAE Team Emirates                              | 3110,62                                        | 10                                             | en stagnation                                  |

| Classement UCI (par équipes) au 18 octobre 2023 | Classement UCI (par équipes) au 18 octobre 2023 | Classement UCI (par équipes) au 18 octobre 2023 | Classement UCI (par équipes) au 18 octobre 2023 | Classement UCI (par équipes) au 18 octobre 2023 |
| #                                               | Pays                                            | Points                                          | Précédent                                       | Évolution                                       |
| ----------------------------------------------- | ----------------------------------------------- | ----------------------------------------------- | ----------------------------------------------- | ----------------------------------------------- |
| 1                                               | UAE Team Emirates                               | 30958,18                                        | 1                                               | en stagnation                                   |
| 2                                               | Jumbo-Visma                                     | 29651,45                                        | 2                                               | en stagnation                                   |
| 3                                               | Soudal Quick-Step                               | 18697,85                                        | 3                                               | en stagnation                                   |
| 4                                               | Ineos Grenadiers                                | 17794,26                                        | 4                                               | en stagnation                                   |
| 5                                               | Lidl-Trek                                       | 16054,45                                        | 5                                               | en stagnation                                   |
| 6                                               | Bahrain Victorious                              | 15787,81                                        | 6                                               | en stagnation                                   |
| 7                                               | Groupama-FDJ                                    | 14834,51                                        | 7                                               | en stagnation                                   |
| 8                                               | Alpecin-Deceuninck                              | 14517,25                                        | 8                                               | en stagnation                                   |
| 9                                               | Lotto Dstny                                     | 14112,83                                        | 9                                               | en stagnation                                   |
| 10                                              | Bora-Hansgrohe                                  | 13325,13                                        | 10                                              | en stagnation                                   |

| Classement UCI (par pays) au 18 octobre 2023 | Classement UCI (par pays) au 18 octobre 2023 | Classement UCI (par pays) au 18 octobre 2023 | Classement UCI (par pays) au 18 octobre 2023 | Classement UCI (par pays) au 18 octobre 2023 |
| #                                            | Pays                                         | Points                                       | Précédent                                    | Évolution                                    |
| -------------------------------------------- | -------------------------------------------- | -------------------------------------------- | -------------------------------------------- | -------------------------------------------- |
| 1                                            | Belgique                                     | 23090,71                                     | 1                                            | en stagnation                                |
| 2                                            | Danemark                                     | 18779,56                                     | 2                                            | en stagnation                                |
| 3                                            | Slovénie                                     | 16498,34                                     | 3                                            | en stagnation                                |
| 4                                            | Grande-Bretagne                              | 14331,47                                     | 4                                            | en stagnation                                |
| 5                                            | France                                       | 13826,36                                     | 5                                            | en stagnation                                |
| 6                                            | Espagne                                      | 13493,38                                     | 6                                            | en stagnation                                |
| 7                                            | Pays-Bas                                     | 11706,63                                     | 8                                            | en augmentation                              |
| 8                                            | Italie                                       | 11621,90                                     | 7                                            | en diminution                                |
| 9                                            | Australie                                    | 10074,20                                     | 9                                            | en stagnation                                |
| 10                                           | États-Unis                                   | 9702,74                                      | 10                                           | en stagnation                                |